# Too hot to handle
Први соло албум Превише вруће да се додирне (Too hot to handle) поп певачица Ксенија Пајчин објављује 1997. године за ПГП РТС, као  аудио-касету и компакт-диск. На албуму се нашло 10 песама, укључујући ремикс песме Прошло је и енглеску верзију Сексуалности - (Sexuality). У оквиру албума налазе се и текстови песама.

## Списак песама
1. Нова жена
2. Прошло је
3. Сад си само мој
4. Рибар
5. Свиђа ми се он
6. Чувам ти леђа
7. Сексуалност
8. Осмех
9. Sexuality
10. Прошло је (ремикс)

## Захвланица
Захваљујем:
Станку Црнобрњи, Звонку Алашевићу (без којих од свега овог не би ни дошло), АУТЕЛ-у, ЦИП-ИНФО-у (целој екипи), Спотском Центру „25. мај“, портирима СЦ 25. мај (за разумевање), Воји Аралици (за најискреније пријатељство, веру и подршку коју сам први пут доживела), фабрици СТЕМ 771-974 (гардероба), Моки Славнићу, Звездану (за дугогодишњу љубав), Тамари (мојој секи – за жртвовање и велику помоћ!), Хелени (за дугогодишње пријатељство!), Љубици Костић, Милошу Пајчину (мојим родитељима), Мии Пајчин (за потпуно нову радост коју је унела у мој живот!), плесној групи (за велике борце! Знојмо се!), Нади, Тијани и Јелени (за бескрајно кафенисање и пријатељство, наравно!) Декију Балбои, Инес, Марији (шминкај ме!), Тамари Поповић, студију Го-го, Корану Костићу (Коста пао с моста), Груу...
Thank’s to all people from Serbia (Хвала свим људима из Србије)

## Ауторски тим
Поводом објављивања свог првог албума Ксенија је у емисији Prslook again 1997. рекла да највећу захвалност дугује Војиславу Аралици јер јој је пружио сигурност као музички продуцент и аранжер, док је Станко Црнобрња био извршни продуцент. Коопродуцент је Александар Бацковић.
Кристина Ковач радила је продукцију песама Чувам ти леђа и Сексуалност, док је за исте песме заједно са сестром Александром радила и вокалне аранжмане. Сексуалност и Чувам ти леђа су песме које су радиле Александра Ковач и Кристина Ковач, и једине су са овог албума које су рађене у студију Звезда док су све остале снимане у студију Го го.
Ксенија се још на почетку своје каријере појављивала и као ауторка својих песама. На првенцу написала је текстове за баладе Прошло је и Осмех.
Пратеће вокале певају Били Кинг (Сад си само мој и Рибар), Тамара Поповић (Нова жена, Прошло је, Сад си само мој, Рибар, Свиђа ми се он и Осмех) и Зоран Попов (Нова жена и Прошло је).
За стајлинг био је задужен Саша Станарчевић, а за шминку Марија Павловић. Вукица Микача била је фотографкиња.
На албуму су радили и: Драгиша Ускоковић, Бојан Рашић, Јован Граовац, Милан Ђорђевић, Веља Мијановић, Мирољуб Аранђеловић Кемиш, Горан Костић, Драган Илић, Неша Петровић и Зденка Морина.